# Đồng Uy
Đồng Uy (chữ Hán: 童威; bính âm: Tóng Wēi), ngoại hiệu Xuất Động Giao (chữ Hán: 出洞蛟; tiếng Việt: Giao long rời hang) là một nhân vật hư cấu trong tiểu thuyết văn học cổ điển Trung Hoa Thủy Hử. Đồng Uy xếp thứ 68 trong 108 vị đầu lĩnh Lương Sơn Bạc và xếp thứ 32 trong 72 vị sao Địa Sát, được sao Địa Tiến Tinh (chữ Hán: 地进星; tiếng Anh: Forward Star) chiếu mệnh.

## Xuất thân
Đồng Uy cùng em trai mình là Đồng Mãnh vốn hành nghề buôn lậu muối tại núi Yết Dương (nay thuộc Cửu Giang, Giang Tây). Bơi lặn rất giỏi, lại quen thuộc sông nước, hai anh em Đồng Uy, Đồng Mãnh rất thân với Lý Tuấn, Lý Lập chuyên nghề đánh thuốc mê khách trọ tại núi Yết Dương và đưa đò cướp của trên sông Tầm Dương.

## Gia nhập Lương Sơn Bạc

### Gặp gỡ Tống Giang
Khi Tống Giang phạm tội, bị đày sang Giang Châu (nay là Giang Tây), có đi qua khu núi Yết Dương cùng với hai công sai áp giải. Tại nơi đây, cả ba đã nghỉ chân ăn uống tại quán rượu của Lý Lập trước khi qua núi. Thấy Tống Giang nhiều của cải, Lý Lập đã đánh thuốc mê cả ba và đợi Lý Tuấn, Đồng Uy và Đồng Mãnh, trên đường đón làm quen Tống Giang tại chân núi Yết Dương đã vài hôm nhưng không gặp, về chuẩn bị làm thịt. May thay lúc đó, khi về đến quán rượu, Lý Tuấn nhận ra người bị đánh thuốc mê là một tội nhân với hình dáng giống Tống Giang. Đầy nghi ngờ, Lý Tuấn đã xem công văn và nhận ra đó chính là Tống Công Minh ở Vận Thành, kịp chặn Lý Lập lại. Tống Giang được cứu và đã kết giao với Đồng Uy, Đồng Mãnh, Lý Tuấn, Lý Lập.
Sau khi chia tay Đồng Uy, Đồng Mãnh, Lý Tuấn và Lý Lập, Tống Giang vì giúp đỡ Tiết Vĩnh đã bị Trương Hoành, Mục Hoằng, Mục Xuân truy đuổi và bắt trên sông Tầm Dương. Đồng Uy, cùng Đồng Mãnh và Lý Tuấn một lần nữa, đã cứu thoát Tống Giang khi gặp và tiết lộ với Trương Hoành về người đang bị bắt là Tống Giang.
Tại Giang Châu, khi Tống Giang bị giam và xử chém vì đề phản thi ở gác Tầm Dương trong lúc say, Đồng Uy đã tham gia vào trận cướp pháp trường Giang Châu, giải cứu thành công Tống Giang và Đới Tung. Sau trận này, Đồng Uy cùng những người khác đã theo về và gia nhập Lương Sơn Bạc.

### Chức vụ
Khi phân định ngôi thứ ở Lương Sơn Bạc, Đồng Uy xếp thứ 68 trong 108 vị đầu lĩnh Lương Sơn Bạc và xếp thứ 32 trong 72 vị sao Địa Sát, chức Thủy Quân Phó Tướng, cùng Nguyễn Tiểu Ngũ, trấn thủ Lương Sơn Đông Bắc Thủy Trại.

## Sau khi chiêu an và làm quan tại Xiêm La
Sau khi nhận chiêu an, Đồng Uy cùng các đầu lĩnh Lương Sơn Bạc tham gia các chiến dịch bình quân Liêu và các lực lượng khác chống đối triều đình nhà Tống. Trong chiến dịch bình Phương Lạp, Đồng Uy, cùng với Đồng Mãnh và Lý Tuấn, tham gia những hoạt động gián điệp tại thành Tô Châu và góp phần lớn vào công cuộc hạ thành Tô Châu của các đầu lĩnh Lương Sơn Bạc.
Là một trong số ít các đầu lĩnh Lương Sơn Bạc sống sót trở về từ chiến dịch bình Phương Lạp, nghe theo lời khuyên của Phí Bảo, Đồng Uy, cùng Đồng Mãnh và Lý Tuấn, không ra làm quan. Lý Tuấn giả bị trúng gió trên đường về kinh nhận thưởng. Đồng Uy, Đồng Mãnh xin phép được ở lại chăm sóc Lý Tuấn. Cả ba đã dong thuyền từ cảng Thái Thương xuất dương sang Xiêm La. Lý Tuấn sau làm vua Xiêm La với 2 anh em Đồng Uy, Đồng Mãnh là những vị quan lớn tại nước này.

## Trong Đãng Khấu Chí
Tại hồi 51, khi quan quân phủ Tào Châu dưới sự lãnh đạo của Từ Lâm Hổ chia quân làm 36 đội thủy bộ tấn công lên Lương Sơn. Đồng Uy, Đồng Mãnh được Lư Tuấn Nghĩa cử đi chặn địch. Đồng Uy tử thủ ở cảng Hai, cảng Phân Xoa kiên cường chống trả, quân sĩ chết hết chỉ còn Uy cùng 2 phó tướng lặn xuống hào Đoạn Đầu, quân triều đình xuống bắt đều bị đâm chết. Sau Vi Dương Ẩn đến tiếp ứng sai tát nước hào, Đồng Uy hết chỗ nấp, liều mình giao chiến. Sau mấy hiệp bị Vi Dương Ẩn đâm chết.